# The TENSE
《TAEYEON CONCERT - The TENSE》는 대한민국의 음악 그룹 소녀시대의 멤버 태연의 솔로 데뷔 10주년을 기념하는 여섯 번째 콘서트 투어이다.

## 개요
2025년 1월 7일, SM 엔터테인먼트는 공식 홈페이지를 통해 태연의 여섯 번째 콘서트 투어의 3일 간의 서울 일정을 발표하였고 예매는 12일 멜론티켓을 통해 팬클럽 선예매가 일주일 뒤인 14일, 일반 예매가 16일에 뒤이어 진행되었다.
태연은 해당 투어를 통해 지난 투어인 〈The ODD Of LOVE〉에 이어 두번째로 올림픽체조경기장에 입성하는 쾌거를 달성하게 되었으며 더 나아가 15회에 걸친 아시아 투어를 통해 약 13만여명의 누적 관객을 동원하였다.

## 투어 일정
| 날짜            | 도시     | 국가       | 장소                       | 관객 동원     |
| --------------- | -------- | ---------- | -------------------------- | ------------- |
| 2025년 3월 7일  | 서울     | 대한민국   | 올림픽체조경기장           | 통산 30,000명 |
| 2025년 3월 8일  | 서울     | 대한민국   | 올림픽체조경기장           | 통산 30,000명 |
| 2025년 3월 9일  | 서울     | 대한민국   | 올림픽체조경기장           | 통산 30,000명 |
| 2025년 3월 16일 | 대북     | 대만       | 타이베이 돔                | 35,000명      |
| 2025년 3월 29일 | 마닐라   | 필리핀     | 몰 오브 아시아 아레나      | 10,000명      |
| 2025년 4월 12일 | 자카르타 | 인도네시아 | 인도네시아 아레나          | 12,000명      |
| 2025년 4월 26일 | 마카오   | 마카오     | 더 베네치안 아레나         | 통산 22,000명 |
| 2025년 4월 27일 | 마카오   | 마카오     | 더 베네치안 아레나         | 통산 22,000명 |
| 2025년 5월 3일  | 싱가포르 | 싱가포르   | 싱가포르 인도어 스타디움   | 통산 18,000명 |
| 2025년 5월 4일  | 싱가포르 | 싱가포르   | 싱가포르 인도어 스타디움   | 통산 18,000명 |
| 2025년 5월 31일 | 방콕     | 태국       | 임팩트 아레나 무앙 통 타니 | 통산 20,000명 |
| 2025년 6월 1일  | 방콕     | 태국       | 임팩트 아레나 무앙 통 타니 | 통산 20,000명 |
| 2025년 6월 7일  | 홍콩     | 홍콩       | 아시아 월드 아레나         | 11,000명      |

## 세트 리스트
- Opening VCR -
- Fabulous

- VCR #2 -
- I
- Letter To Myself

- Ment -
- Blue Eyes
- Make Me Love You
- Heaven

- VCR #3 -
- Hot Mess
- Cold As Hell
- INVU
- 월식 (My Tragedy)
- Melt Away
- To. X
- What Do I Call You

- Ment -
- Weekend
- 스트레스 (Stress)

- Dancer Break -
- Why
- 바람 바람 바람 (Baram X 3)
- 사계 (Four Seasons)
- Disaster
- Ending Credits

- Band Break -
- Time Lapse
- All For Nothing
- Blur

- Encore -
- Curtain Call

- Ment -
- U R

## 취소된 일정
| 일정            | 도시 | 국가 | 장소            | 비고                                                |
| --------------- | ---- | ---- | --------------- | --------------------------------------------------- |
| 2025년 4월 19일 | 동경 | 일본 | 아리아케 아레나 | 공연 장비 수송 지연, 대체 공연 조정 끝에 최종 취소. |
| 2025년 4월 20일 | 동경 | 일본 | 아리아케 아레나 | 공연 장비 수송 지연, 대체 공연 조정 끝에 최종 취소. |

## 제작
- 주최, 주관 : SM 엔터테인먼트, CJ ENM